# Speranza A620
Der Speranza A620 ist ein PKW-Modell der ägyptischen Automarke Speranza und wurde seit 2006 in Lizenz des Chery Eastar gebaut. 
Seit August 2006 wird das Modell produziert und ist das Top-Modell des Herstellers Speranza. 
Erhältlich ist der A620 lediglich mit einer Viergang-Automatik. Zur Serienausstattung gehören ABS, EBD, Fahrer- und Beifahrerairbag, Zentralverriegelung mit Fernbedienung, elektronische Fensterheber vorne und hinten, elektronische einstellbare Außenrückspiegel, Klimaautomatik, Diebstahlwarnanlage, Seitenaufprallschutz und Lederausstattung. Nebelleuchten und eine beheizbare Heckscheibe sind beim A620 nicht lieferbar. Auf Wunsch gibt es den A620 aber auch mit einem Sonnendach. 
Gebaut wird der A620 mit einem 124 PS starken Vierzylinder-Ottomotor (16-Ventiler SOHC), der einen Hubraum von 1997 cm³ hat. Die Höchstgeschwindigkeit liegt bei 175 km/h.